# باغودة دبوتاب
باغودة دَبوتاب (بالكورية: 다보탑 / وتعرف أيضاً باسم باغودة الكنوز العديدة هي الكنز الوطني لكوريا الجنوبية رقم 20. تقع الباغودة في معبد بلغكسا في غيونغجو في كوريا الجنوبية. يُعتقد أن الباغودة بنيت في سنة 751 في السنة العاشرة لحكم الملك غيونغدوك ملك شلا.

## معرض الصور

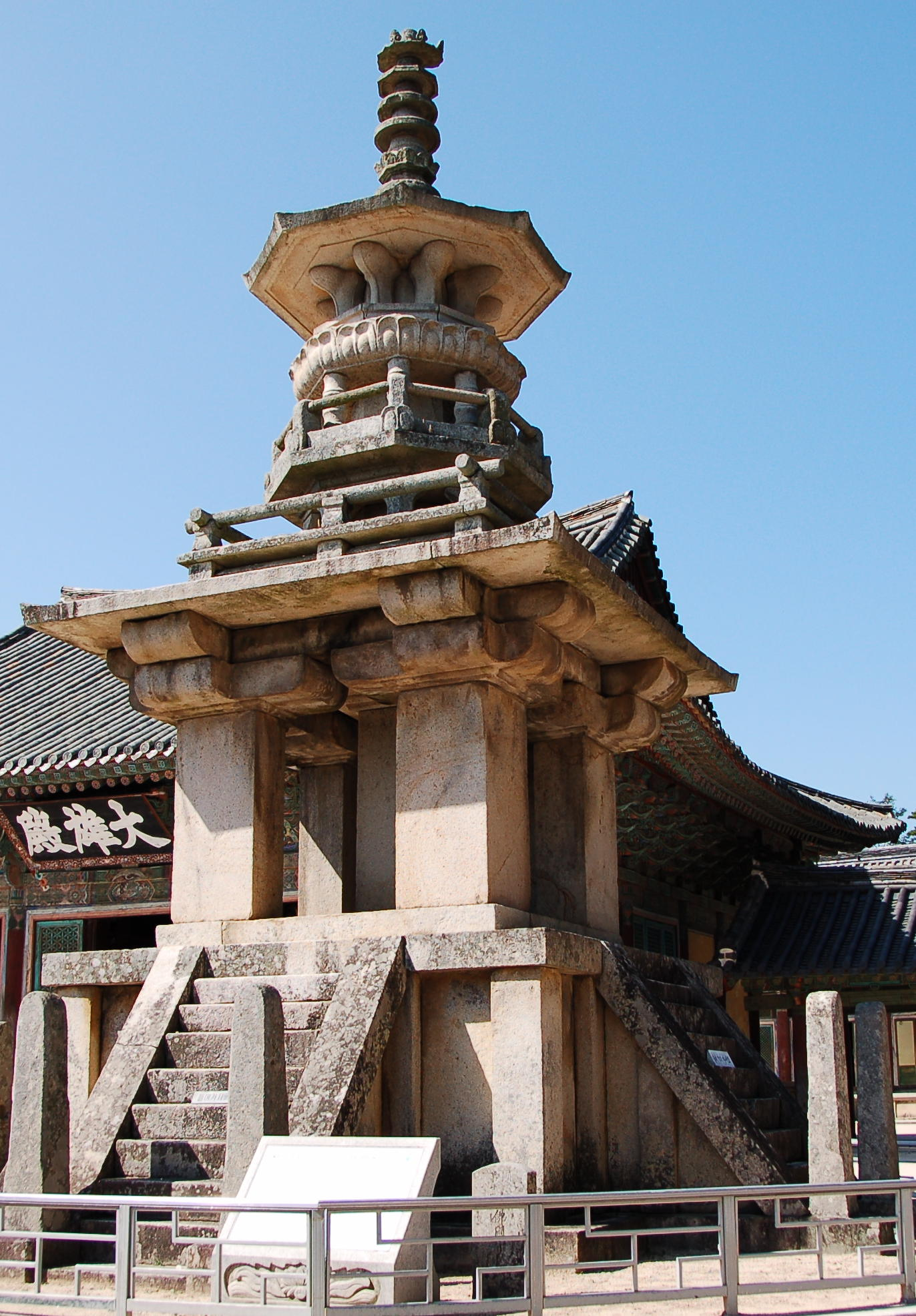
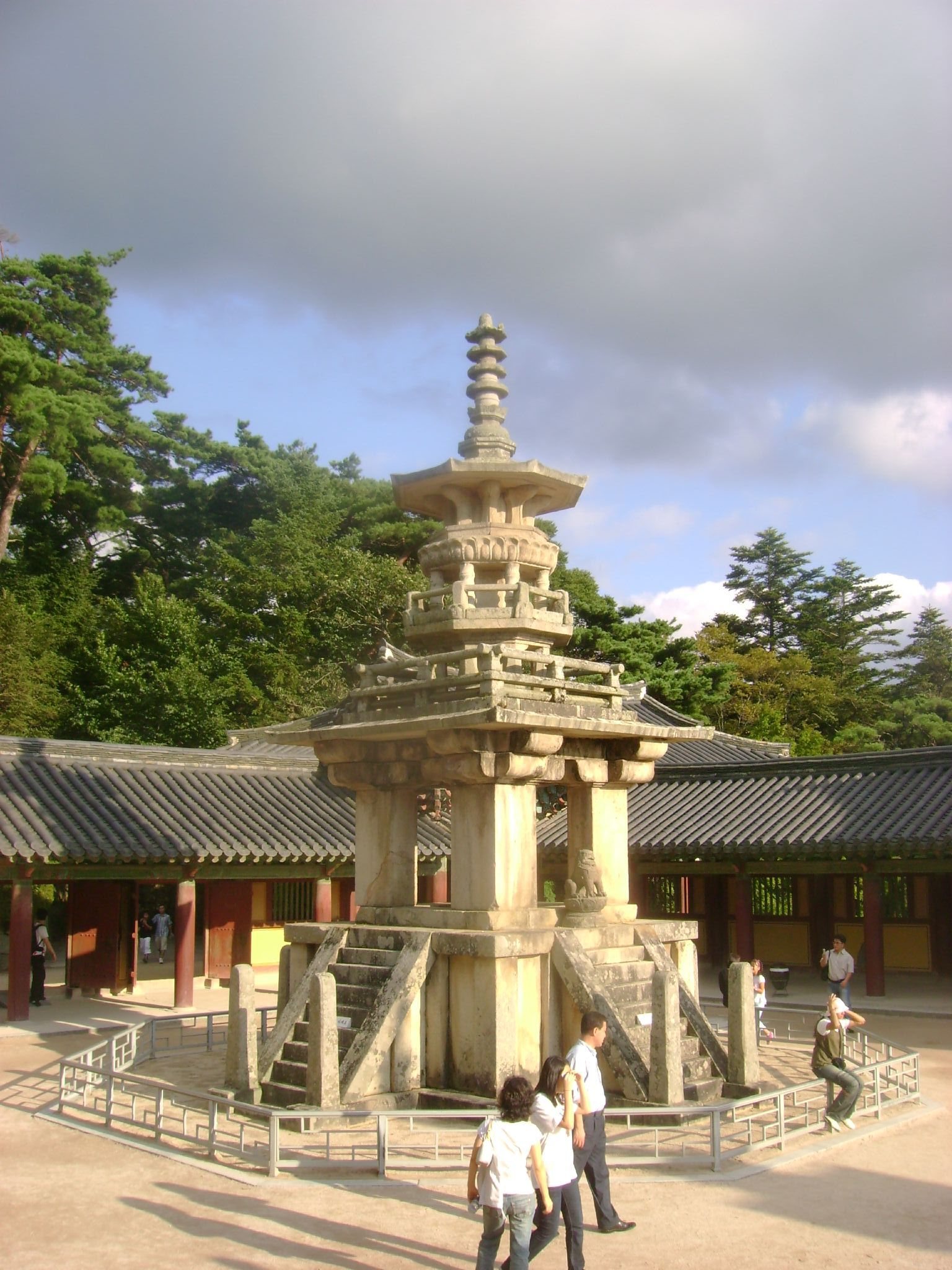
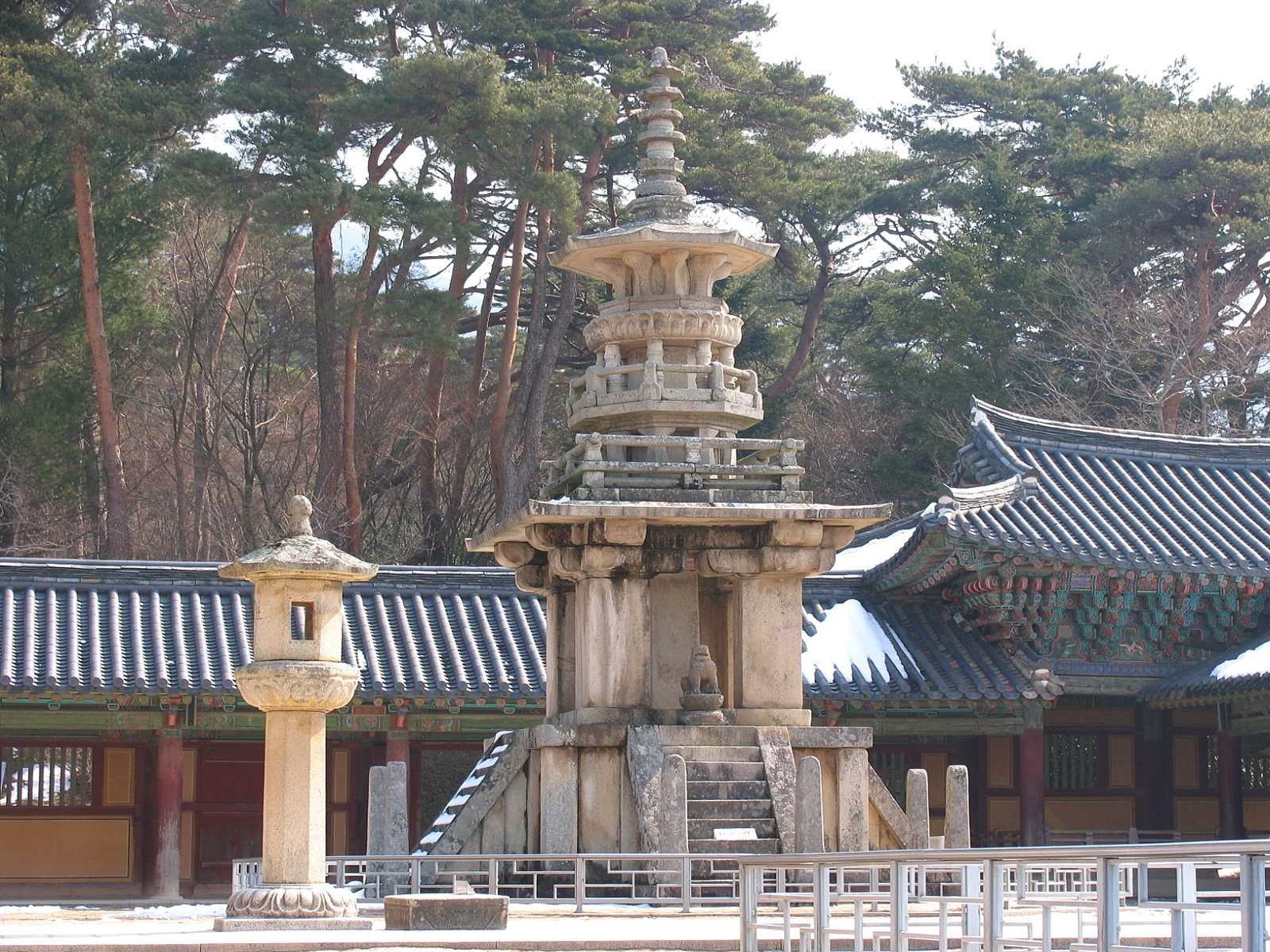
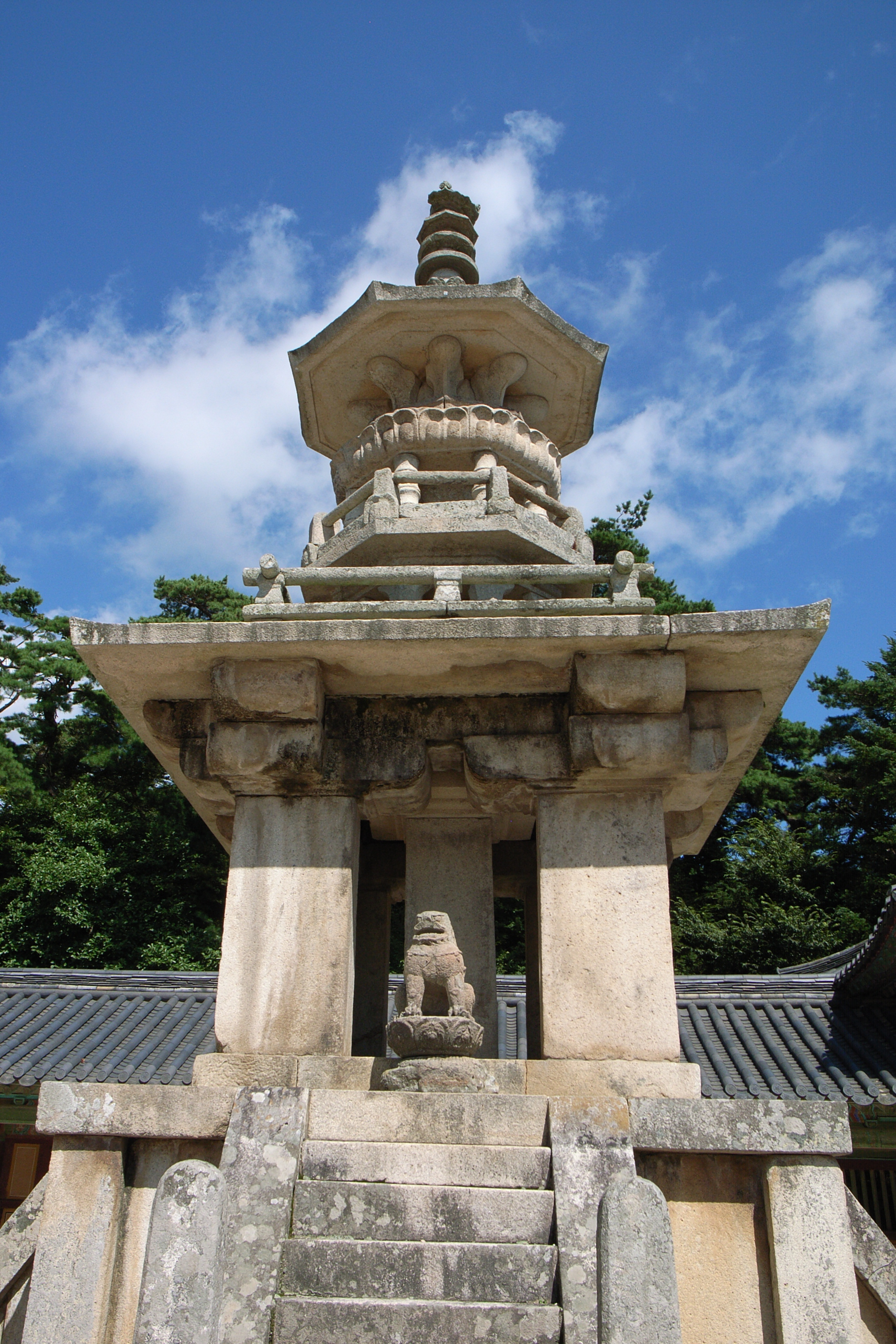